# Zlato tele (roman)
Zlato tele (rusko Золотой телёнок   телёнок , Zolotoy telyonok) je satirični roman sovjetskih avtorjev Ilfa in Petrova, ki je izšel leta 1931. Njegov glavni lik, Ostap Bender, nastopa tudi v prejšnjem romanu avtorjev z naslovom Dvanajst stolov. Naslov namiguje na zlato tele iz Svetega pisma.

## Povzetek zapleta
Ostap Bender je še vedno živ (vendar ima brazgotino na vratu), potem ko je komaj preživel poskus atentata v prejšnji knjigi, ki ga enkrat na kratko omeni kot »neumni posel«. Tokrat sliši zgodbo o »tajnem milijonarju« po imenu Aleksandr Korejko. Korejko je zaslužil milijone z različnimi nezakonitimi podjetji, tako da je izkoristil široko razširjeno korupcijo v obdobju nove ekonomske politike (NEP), medtem ko se je pretvarjal, da živi s plačo pisarniškega uradnika v višini 46 rubljev na mesec. Koreiko živi v Černomorsku (dobesedno: črnomorsko mesto, kar se nanaša na mesto Odesa), hrani svojo veliko zalogo nezakonito pridobljenega denarja v kovčku in čaka na padec sovjetske vlade, da ga bo lahko porabil. Bender ga išče, nakar ga izsiljuje za pridobljeno korist in vzame veliko denarja. Tudi on ga ne zna potrošiti v Sovjetski zvezi, državi, kjer ni zakonitih milijonarjev. Obupani Bender razmišlja o donaciji v državni proračun, a si spremisli in želi pobegniti na Zahod. Na romunski meji ga oropajo cariniki in ga prepustijo revščini. Ostane mu le Medalja zlatega runa, špansko vojaško odličje iz nekih drugih časov viteštva.